# Ilex nervosa
Ilex nervosa är en järneksväxtart som beskrevs av José Jéronimo Triana och Planch. Ilex nervosa ingår i släktet järnekar, och familjen järneksväxter. Inga underarter finns listade i Catalogue of Life.